# Rondibilis simillima
Rondibilis simillima là một loài bọ cánh cứng trong họ Cerambycidae.